# Episodi di Zoids (quinta stagione)
Questa è una lista degli episodi della quinta stagione della serie anime Zoids, andata in onda in Giappone dal 10 aprile 2005 al 26 marzo 2006.

## Lista episodi
| Nº  | Giapponese 「Kanji」 - Rōmaji         | In onda           | In onda |
| Nº  | Giapponese 「Kanji」 - Rōmaji         | Giapponese        |         |
| 120 | 「襲撃」 - Shuugeki                   | 10 aprile 2005    |         |
| 121 | 「バイオゾイド」 - BAIO ZOIDO         | 17 aprile 2005    |         |
| 122 | 「旅立ち」 - Tabidachi                | 24 aprile 2005    |         |
| 123 | 「はじめての街」 - Hajimete no Machi  | 1º maggio 2005    |         |
| 124 | 「決闘」 - Kettou                     | 8 maggio 2005     |         |
| 125 | 「山のアジト」 - Yama no AJITO        | 15 maggio 2005    |         |
| 126 | 「嘆きの山」 - Nageki no Yama         | 22 maggio 2005    |         |
| 127 | 「地下水路」 - Chikasuiro             | 29 maggio 2005    |         |
| 128 | 「温泉の村」 - Onsen no Mura          | 5 giugno 2005     |         |
| 129 | 「迷い」 - Mayoi                      | 12 giugno 2005    |         |
| 130 | 「旅の仲間」 - Tabi no Nakama         | 19 giugno 2005    |         |
| 131 | 「潜入」 - Sennyuu – "Infiltrazione"  | 26 giugno 2005    |         |
| 132 | 「支配」 - Shihai – "Controllo"       | 3 luglio 2005     |         |
| 133 | 「脱出」 - Dasshutsu – "Fuga"         | 10 luglio 2005    |         |
| 134 | 「離散」 - Risan                      | 17 luglio 2005    |         |
| 135 | 「出会い」 - Deai – "Appuntamenti"    | 24 luglio 2005    |         |
| 136 | 「怒り」 - Ikari – "Rabbia"           | 31 luglio 2005    |         |
| 137 | 「合流」 - Gouryuu                    | 7 agosto 2005     |         |
| 138 | 「紅蓮（ぐれん）」 - Guren            | 14 agosto 2005    |         |
| 139 | 「決意」 - Ketsui                     | 21 agosto 2005    |         |
| 140 | 「帰郷」 - Kikyou                     | 28 agosto 2005    |         |
| 141 | 「誓い」 - Chikai                     | 4 settembre 2005  |         |
| 142 | 「ハヤテ」 - Hayate                   | 11 settembre 2005 |         |
| 143 | 「驕り」 - Ogori                      | 18 settembre 2005 |         |
| 144 | 「進軍」 - Shingun                    | 25 settembre 2005 |         |
| 145 | 「霧の河」 - Kiri no Kawa             | 2 ottobre 2005    |         |
| 146 | 「再起への道」 - Saikihe no Michi     | 9 ottobre 2005    |         |
| 147 | 「伝説」 - Densetsu                   | 16 ottobre 2005   |         |
| 148 | 「秘密」 - Himitsu                    | 23 ottobre 2005   |         |
| 149 | 「魔物の森」 - Mamono no Mori         | 30 ottobre 2005   |         |
| 150 | 「残された者」 - Nokosawata Mono      | 6 novembre 2005   |         |
| 151 | 「ソラノヒト」 - Sora no hito         | 13 novembre 2005  |         |
| 152 | 「予兆」 - Yochou                     | 20 novembre 2005  |         |
| 153 | 「強襲」 - Kyushu                     | 27 novembre 2005  |         |
| 154 | 「奇襲」 - Kishu                      | 4 dicembre 2005   |         |
| 155 | 「ほころび」 - Muhon no yoru Hokorobi | 11 dicembre 2005  |         |
| 156 | 「襲来」 - Shuurai                    | 18 dicembre 2005  |         |
| 157 | 「突撃」 - Totsugeki                  | 25 dicembre 2005  |         |
| 158 | 「入城」 - Nyuujou                    | 8 gennaio 2006    |         |
| 159 | 「バイオ粒子砲」 - Baio Ryuushi Hou   | 15 gennaio 2006   |         |
| 160 | 「政変」 - Seihen                     | 22 gennaio 2006   |         |
| 161 | 「密会」 - Mikkai                     | 29 gennaio 2006   |         |
| 162 | 「鍵」 - Kagi                         | 5 febbraio 2006   |         |
| 163 | 「離陸」 - Ririku                     | 12 febbraio 2006  |         |
| 164 | 「遺産」 - Isan                       | 19 febbraio 2006  |         |
| 165 | 「瓦解」 - Gakai                      | 26 febbraio 2006  |         |
| 166 | 「決別」 - Ketsubetsu                 | 5 marzo 2006      |         |
| 167 | 「神の雷」 - Kami no kaminari         | 12 marzo 2006     |         |
| 168 | 「決戦」 - Kessen                     | 19 marzo 2006     |         |
| 169 | 「再生」 - Saisei                     | 26 marzo 2006     |         |